# Leif Erikson Day
Il Leif Erikson Day è una ricorrenza annuale che viene celebrata il 9 ottobre negli Stati Uniti d'America, in ricordo dell'esploratore vichingo Leif Erikson, che guidò i primi europei nel Nord America continentale.

## Data
Il 9 ottobre non è associato ad alcun evento particolare nella vita di Leif Erikson. La data fu scelta perché la nave Restauration proveniente da Stavanger, in Norvegia, arrivò nel porto di New York il 9 ottobre 1825, all'inizio della prima immigrazione organizzata dalla Norvegia agli Stati Uniti.

## Storia
Il libro America Not Discovered by Columbus di Rasmus B. Anderson, pubblicato nel 1874, contribuì a rendere popolare l'idea che i Vichinghi fossero stati i primi europei giunti nel Nuovo Mondo, un'idea che è stata verificata nel 1960. Durante la sua apparizione al Centenario nordamericano nel 1925, il presidente Calvin Coolidge diede il riconoscimento a Leif Erikson come scopritore dell'America a seguito della ricerca di studiosi norvegesi come Knut Gjerset e Ludvig Hektoen. Nel 1929, il Wisconsin divenne il primo stato degli Stati Uniti ad adottare ufficialmente Leif Erikson Day come festa di stato, grazie in gran parte agli sforzi di Rasmus Anderson. Nel 1931, lo fece anche il Minnesota. Nel 1956 il Leif Erikson Day veniva festeggiato in sette stati (Wisconsin, Minnesota, Sud Dakota, Illinois, Colorado, Washington e California) ed in una provincia canadese (Saskatchewan). Nel 2012 la giornata è stata ufficializzata anche a Las Vegas, in Nevada. Nel 1963, il rappresentante degli Stati Uniti di Duluth, John Blatnik, introdusse un disegno di legge per celebrare il Leif Erikson Day a livello nazionale. L'anno seguente il Congresso lo adottò all'unanimità. Nel 1964, il Congresso degli Stati Uniti richiese al Presidente di proclamarne la celebrazione annuale, e Lyndon B. Johnson, così come ogni presidente da allora, aderì alla richiesta. I presidenti hanno utilizzato la proclamazione per riconoscere i contributi degli americani di discendenza nordica in generale e lo spirito di scoperta. Oltre all'osservanza federale, alcuni stati commemorano ufficialmente il Leif Erikson Day, in particolare nell'Alto Midwest, dove si stabilirono un gran numero di persone provenienti dai paesi nordici.